# きのした黎
きのした 黎（きのした れい）は、日本の漫画家。主に商業誌、同人誌で成人向け漫画を執筆している。かつては木下 黎のペンネームを用いていた。

## 作品リスト

### 単行本
1. 『GIRL’S BRAVO』 1993年8月発売、辰巳出版〈タツミコミックス〉、ISBN 4-88641-099-5
2. 『チェリーレジェンド』 1994年11月発売、東京三世社〈ル・コミックス〉、ISBN 4-88570-884-2
3. 『イノセントKISS』 1995年3月初版発行、茜新社〈にんじんコミックス〉、ISBN 4-87182-141-2
4. 『あの娘とバケーション』 1995年8月初版発行、コスミック出版〈バナナコミックス〉、ISBN 4-88532-394-0
5. 『きらきら☆メモリアル』 1995年8月初版発行、茜新社〈にんじんコミックス〉、ISBN 4-87182-164-1
6. 『エンジェルコレクション』 1996年2月発売、東京三世社〈ル・コミックス〉、ISBN 4-88570-965-2
7. 『夏色恋恋物語』 1997年3月発売、東京三世社〈DOコミックス〉、ISBN 4-8126-0035-9
  - 『夏色恋恋物語』 2000年7月初版発行（2000年6月発売）、フロム出版〈ル・コミックス〉、ISBN 4-8126-0551-2
8. 『とがってきちゃう』 1997年4月発売、フランス書院〈コミック文庫 7356〉、ISBN 4-8296-7356-7
9. 『恋のリフレイン』 1997年12月初版発行、茜新社〈にんじんコミックス〉、ISBN 4-87182-290-7
10. 『平成にんふらばぁ』 1998年7月発売、桜桃書房〈EXコミックス〉、ISBN 4-7567-0854-4
11. 『Eden's Summer』 1998年8月発売、英知出版〈ECコミックス〉、ISBN 4-7542-9008-9
12. 『ありす1999』 1998年12月初版発行（1998年12月25日）、桜桃書房〈EXコミックス〉、ISBN 4-7567-0868-4
  - 土曜日のタマネギ／雪が降る町／TRAP×TRAP／水面幻想期／ちょっとひと休み♡／はいぱーでんじゃらすナイト／Splitting of the Breast／とらっぷ。／ろくぶて／いちばん気持ちいい夏／Forbidden Fruit -禁断の実-／MORNING＋（PLUS）／あとがき
13. 『Little Candy』 1999年7月発売、英知出版〈ECコミックス〉、ISBN 4-7542-9019-4
14. 『夏のたいむましん』 2000年5月発売、英知出版〈ECコミックス〉、ISBN 4-7542-9030-5
15. 『天然こすぷれっ娘』 2000年6月発売、双葉社〈アクションコミックス〉、ISBN 4-575-93693-6
  - 『天然こすぷれっ娘』 2002年6月12日発売[1]、双葉社〈アクションコミックス〉、ISBN 4-575-82698-7
16. 『秘育幻想録』 2001年1月12日発売[2]、ティーアイネット〈MUJIN COMICS〉、ISBN 4-88774-030-1
17. 『平成にんふらばぁ2』 2001年4月発売、桜桃書房〈EXコミックス〉、ISBN 4-7567-2475-2
18. 『妹館』 2001年12月7日発売[3]、ティーアイネット〈MUJIN COMICS〉、ISBN 4-88774-055-7
19. 『アリスランチ』 2002年9月6日発売[4]、ティーアイネット〈MUJIN COMICS〉、ISBN 4-88774-072-7
20. 『きのした黎自選集』 2003年1月初版発行、英知出版〈EC COMICS DELUX〉、ISBN 4-7542-3304-2
21. 『ボクの妹ちゃん』 2006年2月10日発売[5]、ティーアイネット〈MUJIN COMICS〉、ISBN 4-88774-174-X
22. 『子供のしるし』 2007年4月9日（2007年3月9日発売[6]）、ティーアイネット〈MUJIN COMICS〉、ISBN 978-4-88774-212-3
  - 夏の跡／恋の話／見つめてください／ネェ、食いこむよ／非・素直／まだ、夏が覗いている／観察日記／賞味期限／あとがき

### 単行本未収録作品
- 「おねえちゃんとCHANGE」 COMIC LO 2008年12月号[7]

### 挿絵
- 『ぼくのうさぎちゃんたち、気をつけて―独身教師の告白日記』
  - 1997年3月初版発行、著：睦光太郎、蒼竜社〈SORYU NOVELS ALIS SERIES〉、ISBN 4-915483-72-X

## 同人サークル名
- 黎en
  - 平成にんふらばぁ 1〜18